# Revista Nova
|  | No s'ha de confondre amb publicacions de nom similar: La Nova Revista.. |

‘Revista Nova’, fou un setmanari noucentista promogut per Santiago Segura i en el qual el director, Xavier Nogués, va publicar els primers dibuixos del que després seria, ja en volum editat per fascicles, l'excepcional Catalunya pintoresca. Amb una primera època que va començar l'11 d'abril de 1914 i que aplega 31 números, ‘Revista Nova’ va reaparèixer el 5 de maig de 1916 i va continuar la numeració fins al 45, amb data 31 de desembre de 1916, que aparegué el 1917. També va ser una revista minoritària, però de gran qualitat.